# Chyżynci (obwód winnicki)
Chyżynci (ukr. Хижинці) – wieś na Ukrainie, w obwodzie winnickim, w rejonie winnickim, w hromadzie Łuka-Mełeszkiwśka. W 2001 liczyła 1249 mieszkańców, spośród których 1241 wskazało jako ojczysty język ukraiński, 5 rosyjski, a 3 białoruski.